# Valderas
Valderas is een gemeente in de Spaanse provincie León in de regio Castilië en León met een oppervlakte van 99,63 km². Valderas telt 1.777 inwoners (1 januari 2016).

## Impressie

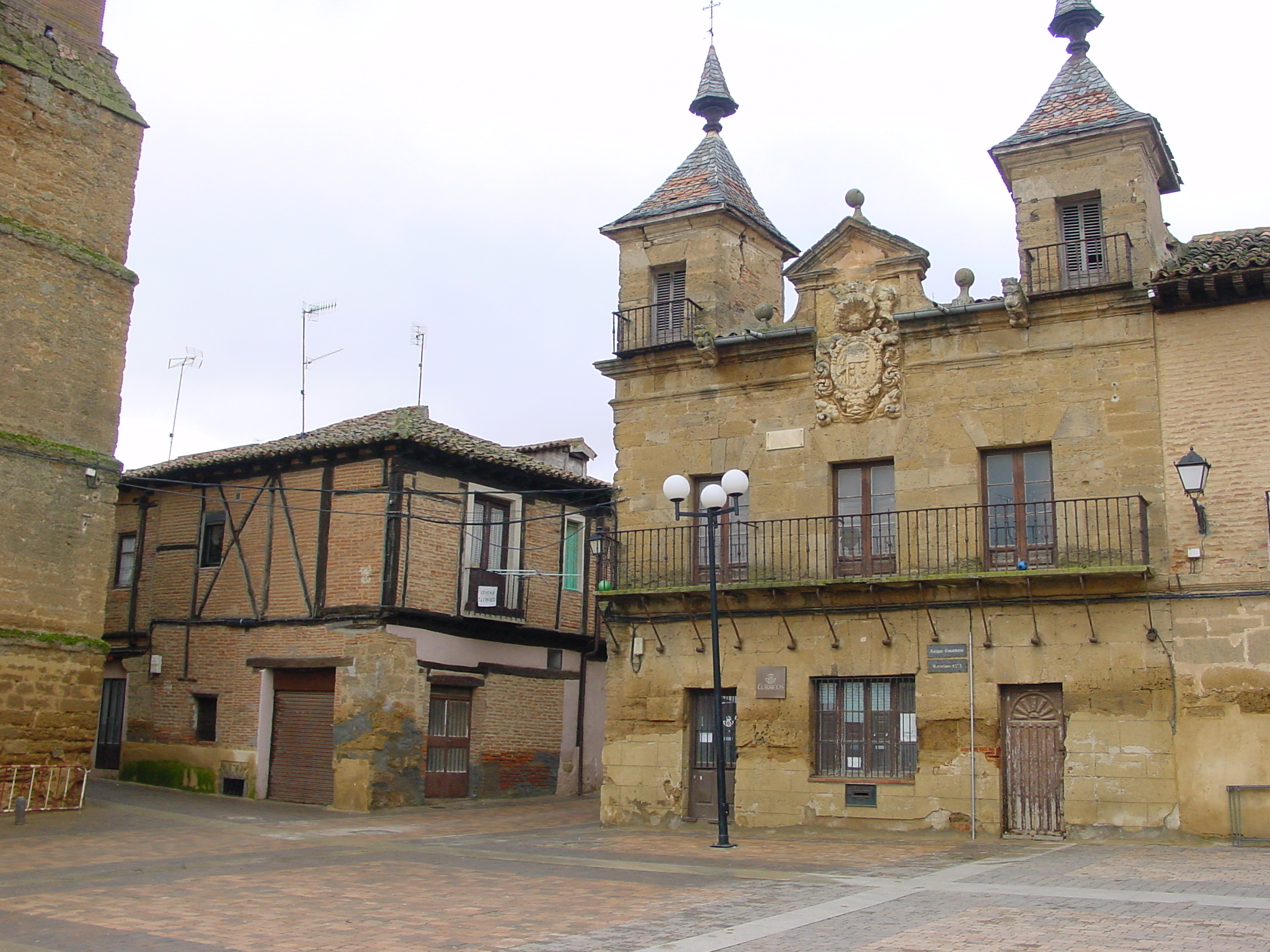
Correos antiguo Consistorio
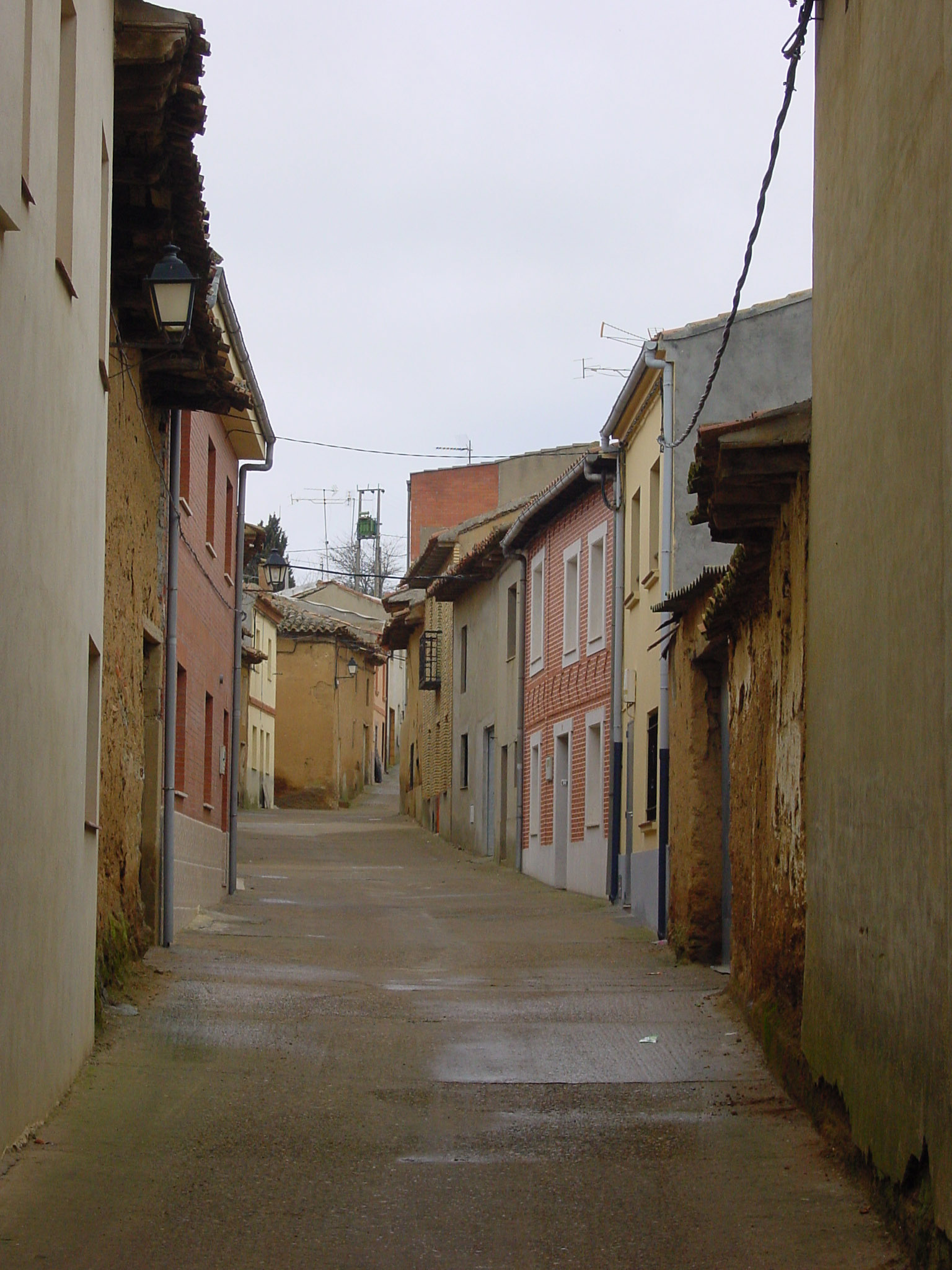
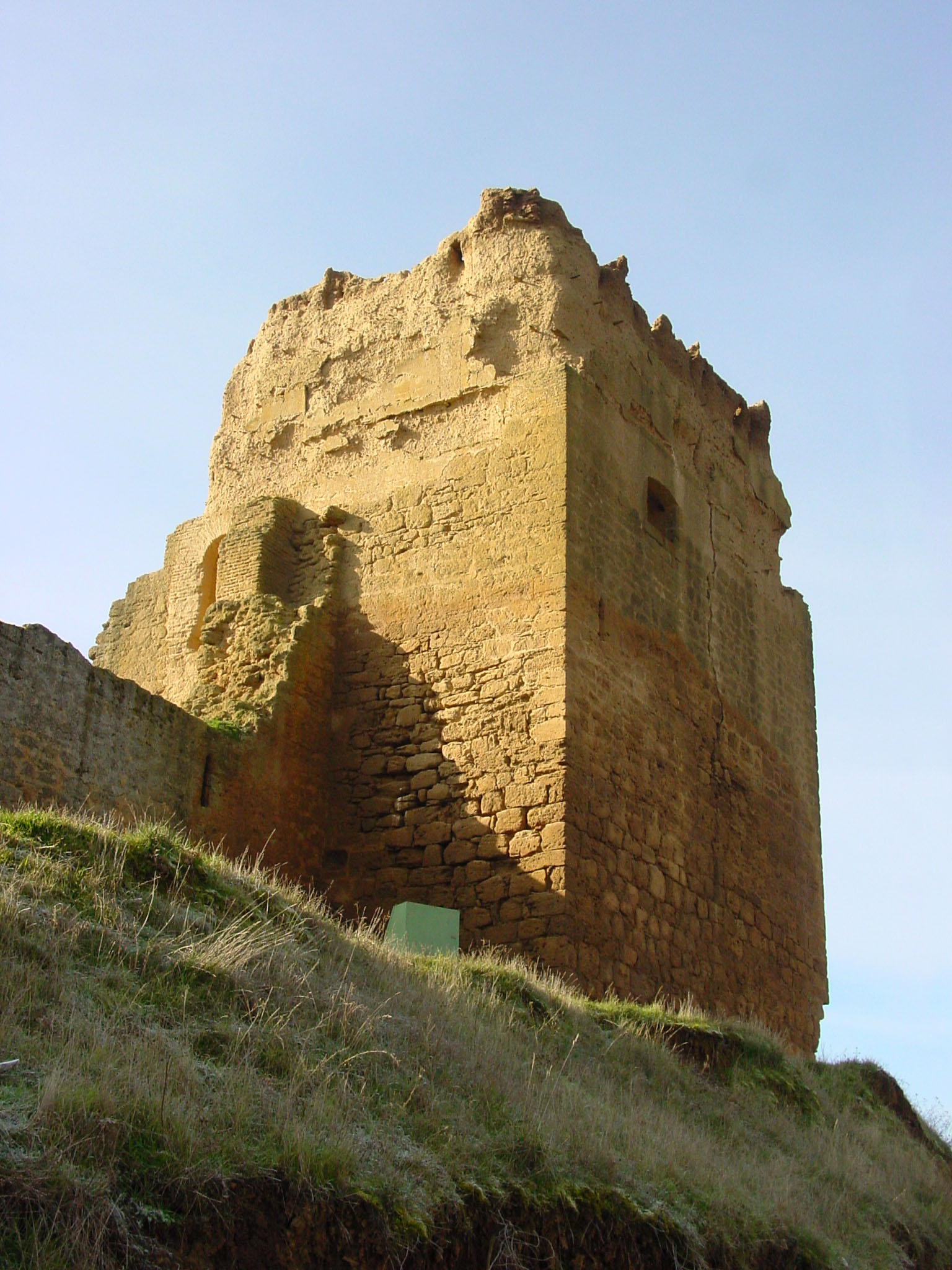
Ruïne bij Valderas
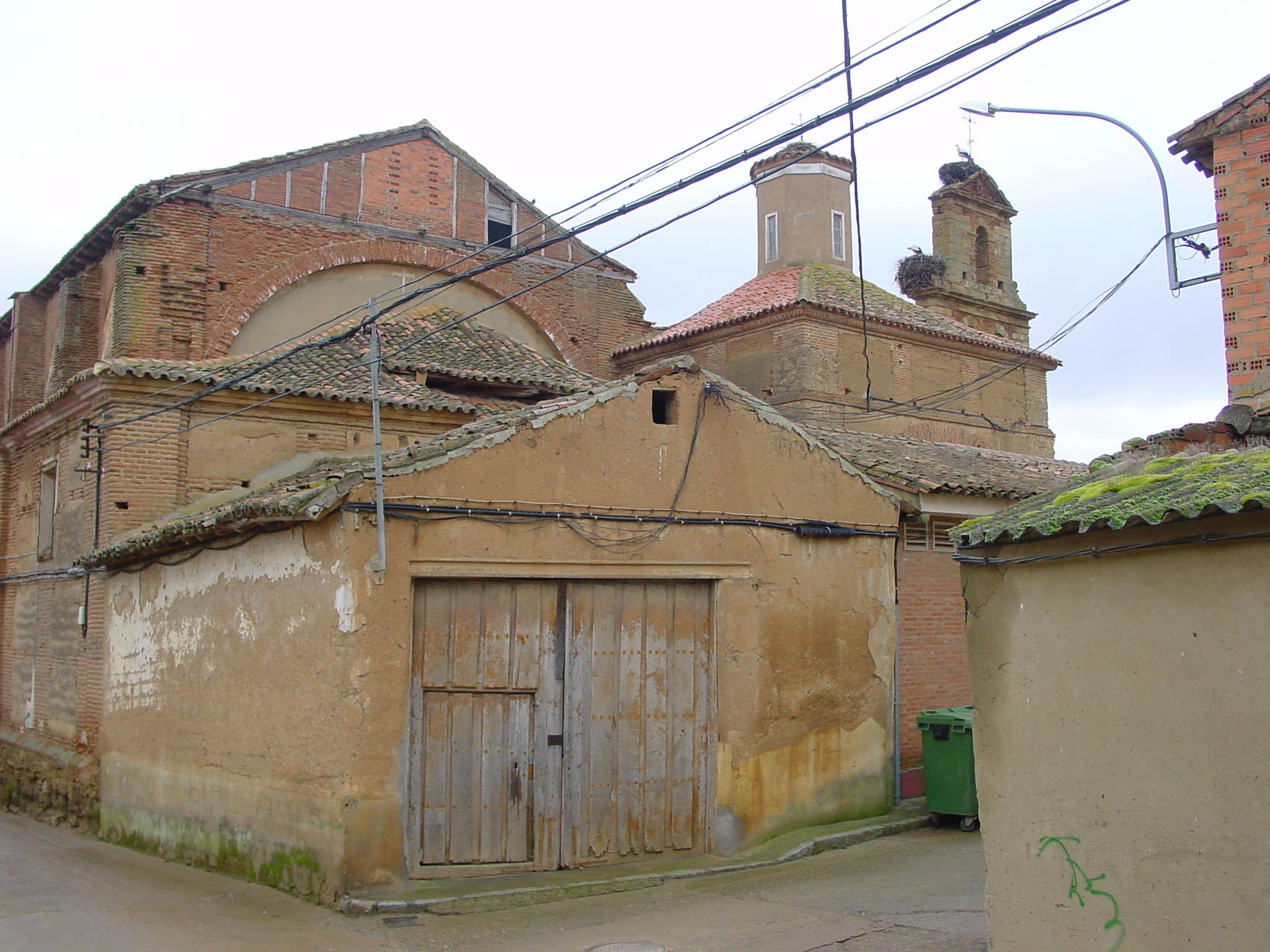
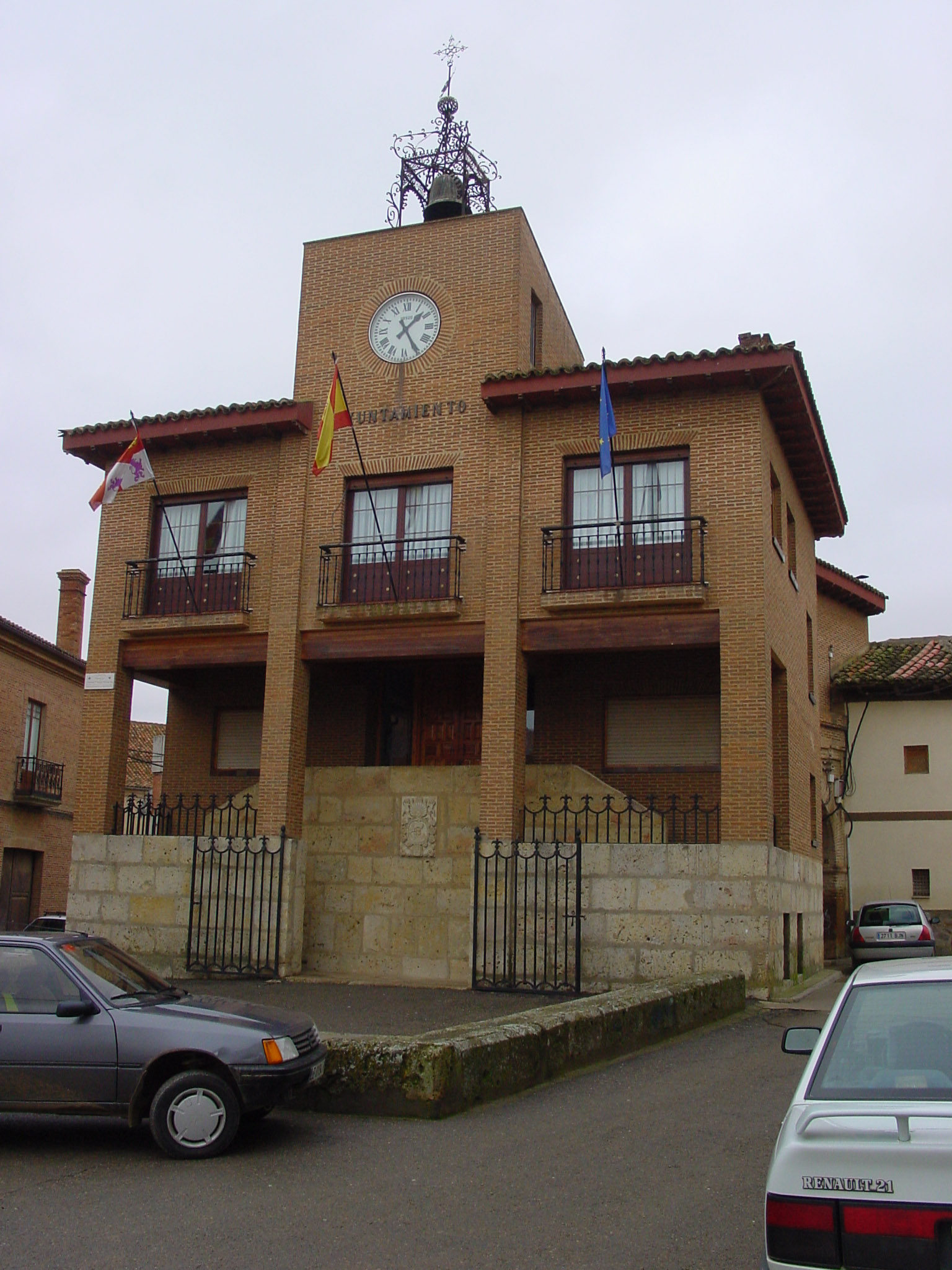
Gemeentehuis
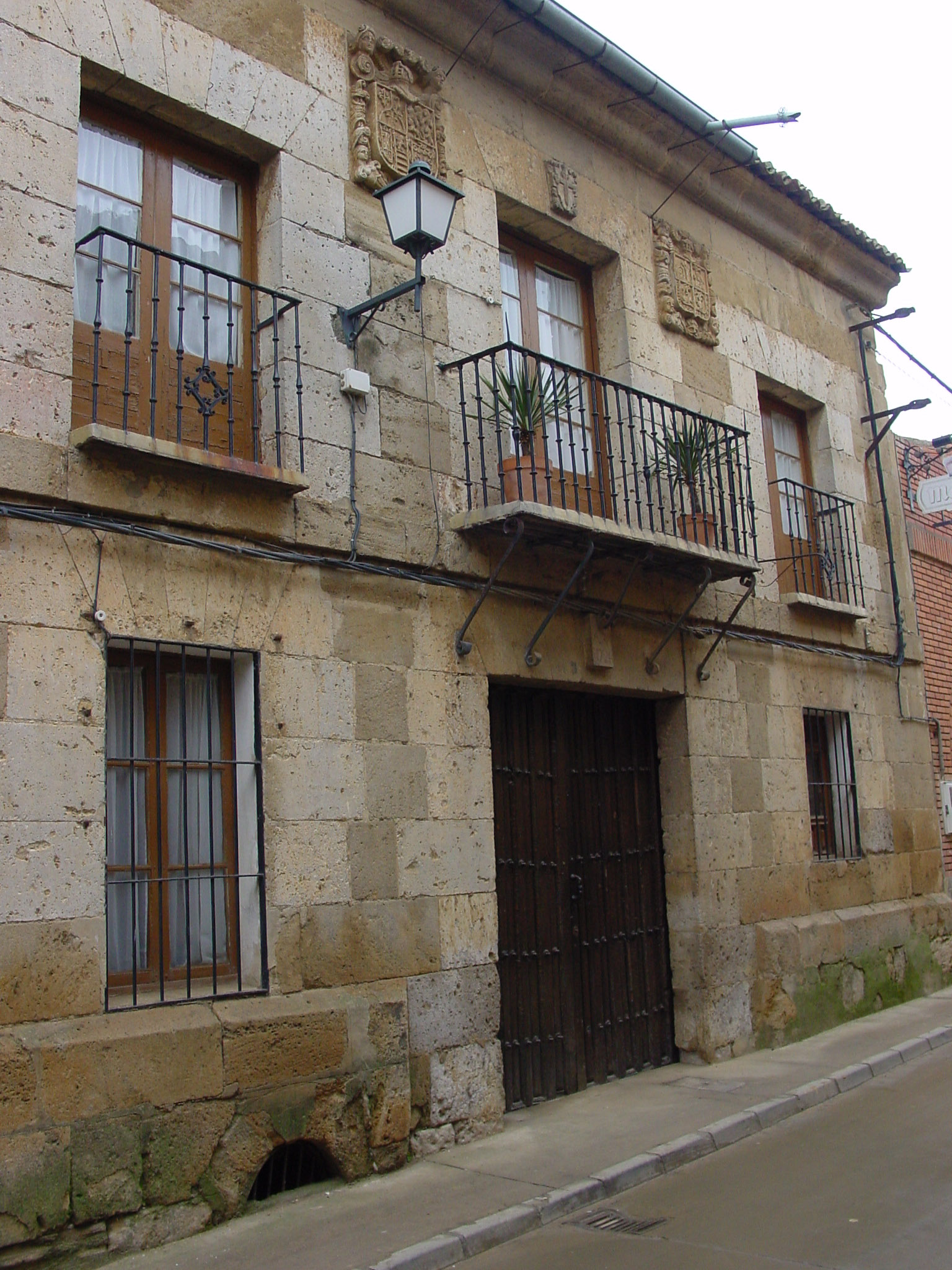
Casa Caballeros
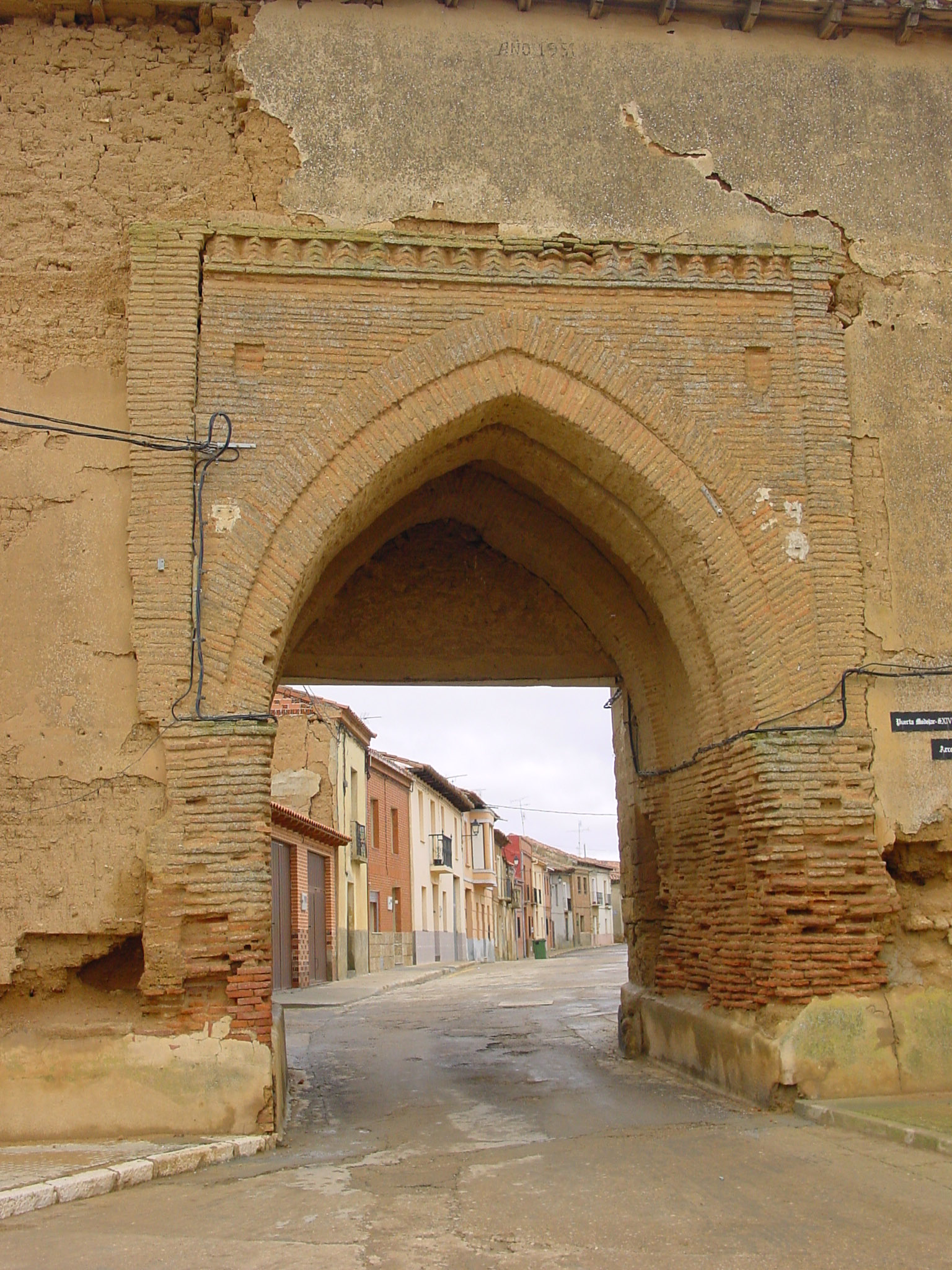
Arco Santiago
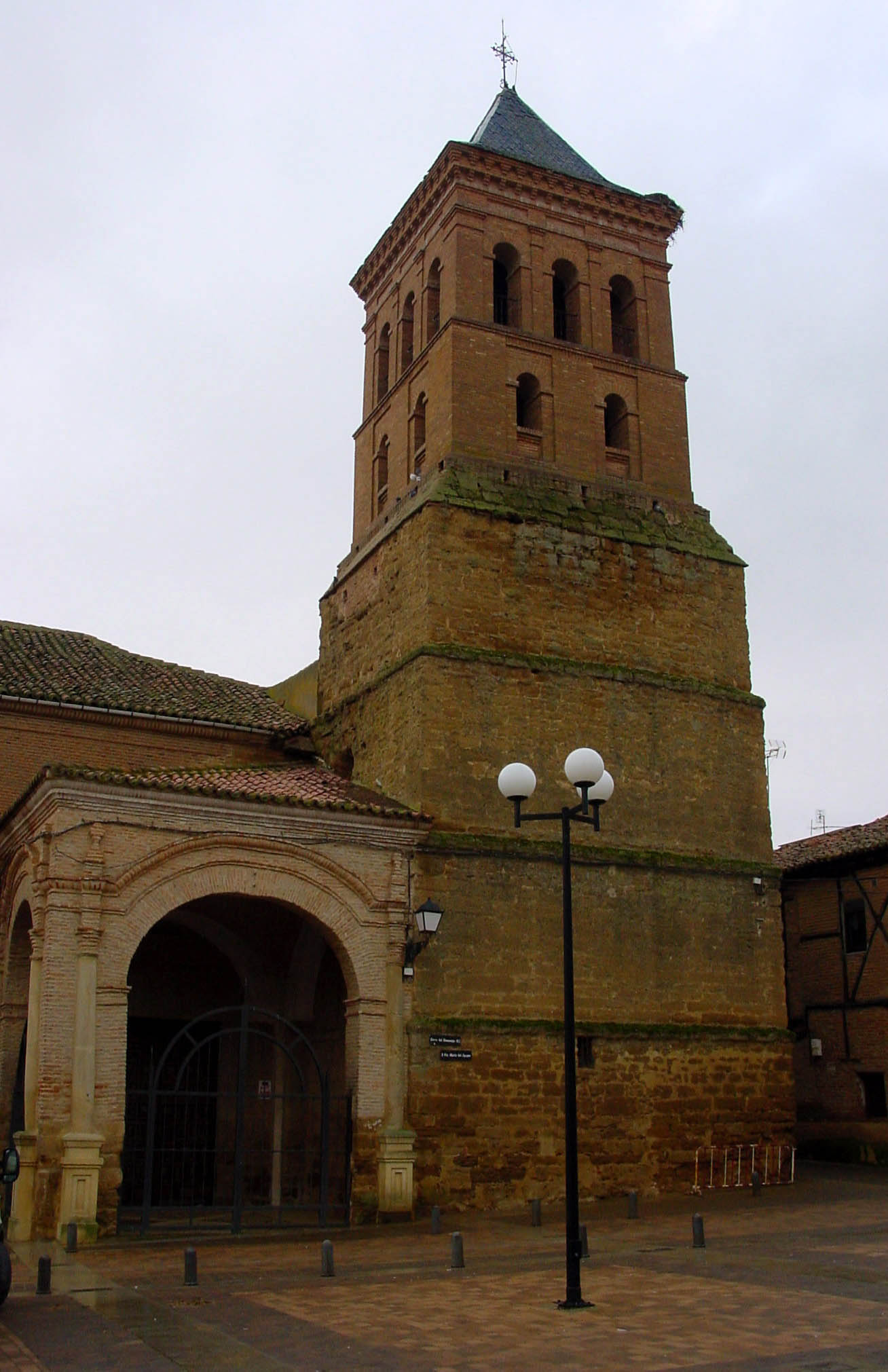
Santa Maria Azogue